# 波羅洪
52°7′27″N 34°4′24″E / 52.12417°N 34.07333°E
波羅洪（羅馬化：Porokhon）是位於烏克蘭東北部的村莊，由蘇梅州紹斯特卡區的中布達市鎮負責管轄。該村距離茲諾比夫卡河1公里，海拔高度192米，2001年該村落人口225。